# Łukasz Trepczyński
Łukasz Trepczyński (ur. 21 kwietnia 1985 w Radomsku) – polski pianista.

## Życiorys

### Edukacja
Urodził się 21 kwietnia 1985 w Radomsku i ukończył z wyróżnieniem szkołę muzyczną I stopnia w Końskich oraz Liceum Muzyczne w Łodzi, także z wyróżnieniem, w klasie fortepianu Barbary Talmy-Sutt. W 2009 ukończył również z wyróżnieniem Akademię Muzyczną w Katowicach w klasie fortepianu prof. Andrzeja Jasińskiego oraz w klasie kameralistyki prof. Reginy Strokosz-Michalak.
Był uczestnikiem kursów mistrzowskich prowadzonych przez Krystiana Zimermana, Johna O'Conora, Władimira Krajniewa, Jacquesa Rouvier, Lee Kum Singa, Jeana Claude'a Vanden Eyndena, Đặng Thái Sơna oraz kursów organizowanych przy Międzynarodowym Festiwalu Chopinowskim w Dusznikach w 2004 i 2007.
Był stypendystą w latach 2001–2009 Fundacji Inicjatyw Kulturalnych w Radomsku, Ministra Kultury i Dziedzictwa Narodowego w latach 2003–2009, stypendium Funduszu Pomocy Młodym Talentom Jolanty i Aleksandra Kwaśniewskich w 2000, Stypendium Akademii Rozwoju Filantropii w Polsce oraz stypendium Krajowego Funduszu na Rzecz Dzieci w 2004–2004.

## Kariera
Brał udział w wielu konkursach i był laureatem wielu nagród, między innymi:
- II nagroda na Ogólnopolskim Konkursie Pianistycznym w Żaganiu 1999,
- I miejsce na Międzyregionalnym Konkursie Pianistycznym w Łodzi 2000,
- IV nagroda w III Ogólnopolskim Konkursie Pianistycznym „EPTA” w Krakowie 2000,
- II miejsce na I Ogólnopolskim Konkursie Pianistycznym im. Władysława Kędry w Łodzi 2002,
- I miejsce na Ogólnopolskim Konkursie Pianistycznym Szkół Muzycznych II stopnia w Krakowie 2004,
- V nagrodę w Ogólnopolskim Konkursie Pianistycznym im. Fryderyka Chopina dla Kandydatów do XV Międzynarodowego Konkursu Pianistycznego im. Fryderyka Chopina,
- II nagrodę w Ogólnopolskim Konkursie Pianistycznym im. Fryderyka Chopina w Warszawie 2006,
- II nagrodę w VII Międzynarodowym Konkursie Chopinowskim w Mariańskich Łaźniach w Czechach 2008, * laureat 41 Festiwalu Pianistyki Polskiej w Słupsku 2007,
- półfinalistą oraz laureat nagrody specjalnej dla najlepszego polskiego uczestnika VII Międzynarodowego Konkursu Pianistycznego im. I. J. Paderewskiego w Bydgoszczy 2007,
- laureat II nagrody na konkursie pianistycznym o stypendium „YAMAHA” w Gdańsku 2008,
- II nagroda na VII Międzynarodowym Konkursie Chopinowskim w Mariańskich Łaźniach 2008.

Koncertował w wielu miastach Polski jak i całej Europy; występował w Niemczech, Francji, Belgii, Szwajcarii, Czechach, Włoszech, Rosji Rumunii i na Litwie. W Polsce występował w Warszawie, Gdańsku, Łodzi, Częstochowie, Białymstoku, Kielcach, na Zamku Królewskim w Warszawie oraz w Żelazowej Woli.
W marcu 2015 wspólnie ze skrzypaczką Celiną Kotz i wiolonczelistą Maciejem Kułakowskim otrzymali od prof. Wandy Wiłkomirskiej i Józefa Wiłkomirskiego przywilej noszenia nazwy, po działającym Trio Wiłkomirskich, i występują jako Trio im. Wiłkomirskich.
W 2019 obronił pracę doktorską i uzyskał stopień doktora sztuki na podstawie pracy pt. „Różnorodność inspiracji twórczych i ich wpływ na środki wykonawcze w wybranych sonatach fortepianowych kompozytorów polskich XX wieku” . W katowickiej Akademii Muzycznej pełni funkcję asystenta w Katedrze Fortepianu.